# Guido Bontempi
Guido Bontempi (nacido el 12 de enero de 1960 en Gussago) es un exciclista italiano, profesional entre los años 1981 y 1995, durante los cuales logró 78 victorias.
Siendo amateur, participó en los Juegos Olímpicos de Moscú en 1980, donde terminó 4.º en las pruebas del kilómetro contrarreloj y persecución por equipos.
Fue un excelente rodador, dotado con una gran punta de velocidad. Consiguió triunfos de etapa en las tres Grandes Vueltas.
Tras retirarse del ciclismo profesional, Bontempi continuó ligado al mundo de la bicicleta como director deportivo. Actualmente dirige el conjunto Lampre, perteneciente al selecto grupo de equipos ProTour.

## Palmarés
| 1979 - Trofeo Banca Popular de Vicenza - Gran Premio Somma 1980 - Trofeo Banca Popular de Vicenza 1981 - 2 etapas de la Vuelta a España - 1 etapa del Giro de Italia - 1 etapa de la Ruota d'Oro 1982 - 1 etapa del Giro de Italia - Giro del Friuli - 1 etapa del Giro di Puglia 1983 - 2 etapas del Giro de Italia - 2 etapas de la Vuelta al País Vasco - 1 etapa de la Tirreno-Adriático - Giro del Piamonte - 1 etapa del Giro di Puglia - 1 etapa del Giro de Cerdeña - 1 etapa de la Ruota d'Oro 1984 - Gante-Wevelgem - 1 etapa del Giro de Italia - 1 etapa de la Tirreno-Adriático - 1 etapa del Giro di Puglia - 1 etapa de la Ruota d'Oro 1986 - Gante-Wevelgem - Tres Valles Varesinos - 5 etapas del Giro de Italia, más clasificación por puntos - 3 etapas del Tour de Francia - París-Bruselas - Giro Reggio Calabria - Coppa Placci | 1987 - 1 etapa del Giro de Italia - Coppa Bernocchi - Giro del Friuli - Giro di Puglia 1988 - 2 etapas del Giro de Italia - 1 etapa del Tour de Francia - Coppa Bernocchi - Giro del Friuli - E3-Prijs Harelbeke 1990 - 1 etapa del Tour de Francia - 2 etapas de la Vuelta a Valencia - 1 etapa de la Semana Catalana - Giro di Puglia 1991 - Tres Valles Varesinos - 2 etapas de la Vuelta a España - 1 etapa del Tour de Luxemburgo 1992 - 2 etapas del Giro de Italia - 1 etapa del Tour de Francia 1993 - 1 etapa del Giro de Italia - 1 etapa de la Vuelta a Valencia |

## Resultados

### Grandes Vueltas
| Carrera         | 1981 | 1982 | 1983 | 1984 | 1985  | 1986 | 1987  | 1988  | 1989 | 1990  | 1991 | 1992 | 1993 | 1994 | 1995 |
| --------------- | ---- | ---- | ---- | ---- | ----- | ---- | ----- | ----- | ---- | ----- | ---- | ---- | ---- | ---- | ---- |
| Giro de Italia  | Ab.  | Ab.  | Ab.  | Ab.  | 107.º | 99.º | 108.º | 91.º  | -    | 118.º | -    | 40.º | 60.º | 69.º | -    |
| Tour de Francia | -    | Ab.  | -    | -    | 112.º | 92.º | 119.º | 106.º | Ab.  | 122.º | 96.º | 75.ª | -    | 90.º | 89.º |
| Vuelta a España | Ab.  | -    | -    | -    | -     | -    | -     | -     | -    | -     | 47.º | 62.º | -    | -    | -    |

### Clásicas, Campeonatos y JJ. OO.
| Carrera          | Carrera          | 1981 | 1982 | 1983 | 1984 | 1985 | 1986 | 1987 | 1988 | 1989 | 1990 | 1991 | 1992  | 1993 | 1994 | 1995  |
| ---------------- | ---------------- | ---- | ---- | ---- | ---- | ---- | ---- | ---- | ---- | ---- | ---- | ---- | ----- | ---- | ---- | ----- |
|                  | Milan San Remo   | —    | —    | 2.º  | —    | —    | 15.º | 3.º  | 20.º | 50.º | —    | —    | 60.º  | 29.º | —    | —     |
| E3 Harelbeke     | E3 Harelbeke     | —    | —    | —    | —    | —    | —    | —    | 1.º  | —    | —    | —    | 23.º  | 73.º | —    | 10.º  |
| Gante-Wevelgem   | Gante-Wevelgem   | —    | —    | —    | 1.º  | 15.º | 1.º  | 18.º | —    | 22.º | 57.º | 79.º | 102.º | 36.º | 34.º | —     |
|                  | Tour de Flandes  | —    | —    | —    | —    | —    | 33.º | 38.º | —    | —    | 16.º | 13.º | 18.º  | 58.º | 7.º  | 36..º |
|                  | París-Roubaix    | —    | —    | —    | —    | —    | 31.º | 18.º | 42.º | —    | 42.º | 14.º | —     | —    | —    | —     |
| Amstel Gold Race | Amstel Gold Race | —    | —    | —    | —    | —    | —    | —    | 46.º | —    | —    | 20.º | 8.º   | —    | —    | —     |
| Flecha Valona    | Flecha Valona    | 53.º | —    | —    | —    | —    | —    | —    | —    | —    | —    | —    | —     | —    | —    | —     |
| GP de Zúrich     | GP de Zúrich     | —    | —    | —    | 44.º | 28.º | —    | —    | —    | —    | —    | 64.º | 4.º   | —    | —    | —     |
| París-Tours      | París-Tours      | —    | —    | —    | —    | 53.º | 48.º | —    | 59.º | 9.º  | 71.º | —    | —     | —    | —    | —     |
| Mundial en Ruta  | Mundial en Ruta  | —    | —    | —    | —    | —    | 14.º | 26.º | 62.º | —    | —    | Ab.  | —     | —    | —    | —     |
| Italia en Ruta   | Italia en Ruta   | —    | —    | —    | 31.º | —    | —    | —    | —    | —    | —    | —    | —     | —    | —    | —     |